# دو آقای باشخصیت
دو آقای باشخصیت فیلمی به کارگردانی امیر شروان و نویسندگی سعید مطلبی محصول سال ۱۳۵۴ است.

## داستان
رضا با مادر، خواهر و برادر کوچکش زندگی می‌کند…

## بازیگران
- رضا بیک ایمانوردی
- سعید راد
- گلی زنگنه
- علی میری
- حمیده خیرآبادی
- رحیم روشنیان